# Luigi Bielli
Luigi Bielli (Siena, 21 de junio de 1964) es un deportista italiano que compitió en ciclismo en las modalidades de pista y ruta. Ganó una medalla de plata en el Campeonato Mundial de Ciclismo en Pista de 1986, en la prueba de medio fondo.

## Palmarés

### Pista
| Campeonato Mundial | Campeonato Mundial                | Campeonato Mundial | Campeonato Mundial |
| Año                | Lugar                             | Medalla            | Competición        |
| ------------------ | --------------------------------- | ------------------ | ------------------ |
| 1986               | Colorado Springs (Estados Unidos) | Medalla de plata   | Medio fondo (A)    |

### Ruta
1987
- 1 etapa del Cinturón a Mallorca

1988
- Cinturón a Mallorca
- Trofeo Alcide Degasperi

## Resultados en Grandes Vueltas
Durante su carrera deportiva ha conseguido los siguientes puestos en las Grandes Vueltas. 
| Carrera         | 1989 | 1990 | 1991 |
| --------------- | ---- | ---- | ---- |
| Giro de Italia  | 97.º | -    | -    |
| Tour de Francia | -    | -    | -    |
| Vuelta a España | -    | -    | -    |

-: no participa 

Ab.: abandono 